# Hermann Deiters
Hermann Clemens Otto Deiters, född den 27 juni 1833, död den 11 maj 1907, var en tysk musikvetare.
Deiters skrev förutom en rad uppsatser i olika tidskrifter en uppmärksammad uppsats om Johannes Brahms. Han ombesörjde 3:e och 4:e upplagorna av Otto Jahns Mozartbiografi 1889 och 1905. Deiters viktigaste arbete är den tyska upplagan av Alexander Wheelock Thayers Beethovenbiografi.